# 房静远
房静远，消化内科学专家，上海交通大学医学院教授，上海交通大学医学院附属仁济医院副院长兼消化科主任和上海市消化疾病研究所长。入选中华人民共和国教育部第八批"长江学者"特聘教授。